# Движение за Францию
Движе́ние за Фра́нцию (фр. Mouvement pour la France, MPF) — консервативная, традиционалистская политическая партия. Основана в 1994 году Филиппом де Вилье, бывшим министром в кабинете Жака Ширака.
Партия способствует срыву переговоров по вступлению Турции в Европейский союз.
Экономическую программу MPF можно охарактеризовать как «экономический патриотизм». Он основан на идее протекционизма на европейском уровне (на основе теории лауреата Нобелевской премии экономиста Мориса Алле), и на содействии развитию предпринимательства и борьбы с аутсорсингом. Предлагается снижение тарифов на 50 % и удаление 35-часовой рабочей недели, для того чтобы повысить покупательную способность. Филипп Вилье высказался за девальвацию евро с целью поощрения экспорта. Вилье хотел бы изменить пенсионную систему путём пропаганды либерализации предельного возраста выхода на пенсию и удаления специальных режимов.

## История
Партия была образована в Париже французским политиком Филиппом де Вилье 20 ноября 1994 года. До 1999 года была в основном региональной партией, представленной в Вандее. На выборах в Европейский парламент в 1999 году партия в альянсе с Объединением за Францию Шарля Паскуа получила 13 мест. В 2004 году партия участвовала в следующих выборах в Европейский парламент и получила 3 места (7.6 %).
В 2007 году Филипп де Вилье был кандидатом от «Движения за Францию» на президентских выборах, где получил 2,23 %.
Лозунги партии:
«La droite patriotique de gouvernement» («Правое патриотическое крыло правительства»),
«La parole au peuple» («Слово народу»),
«Construisons l’Europe des peuples» («Строим Европу народов»),
«Oui à l’Europe, non à Bruxelles» «За Европу, но не за Брюссель»).
Партия официально распущена 28 июня 2018 года.